# Лісний Бір (Чорногорія)
Лісний Бір (чорн. Lisna Bore/Лисна Боре) — село (поселення) в Чорногорії, підпорядковане общині Ульцинь. Мусульманське поселення з населенням 179 мешканців.

## Населення
Динаміка чисельності населення (станом на 2003 рік):
Національний склад села (станом на 2003 рік):
Слід відмітити, що перепис населення проводився в часи міжетнічного протистояння на Балканах й тоді частина чорногорців солідаризувалася з сербами й відносила себе до спільної з ними національної групи (найменуючи себе югославами-сербами - притримуючись течії панславізму). Тому, в запланованому переписі на 2015 рік очікується суттєва кореляція цифр національного складу (в сторону збільшення кількості чорногорців) - оскільки тепер чіткіше проходитиме розмежування, міжнаціональне, в самій Чорногорії.